# 彭少衍
彭少衍，MH，廣東揭阳人，香港衍生集團主席、中共政治人物，亦是香港賽駒「元朗之星」馬主團體（元朗商會之友團體）經理人。

## 生平
曾任揭阳市政协第五届委员会委员、揭陽市政協常委、香港博愛醫院主席、香港潮屬社團總會第八屆會董、香港潮州商會會董 